# Aeroportul Municipal Sikeston Memorial
Aeroportul Municipal Sikeston Memorial (IATA: SIK, ICAO: KSIK, FAA LID: SIK) este un aeroport din Missouri, Statele Unite ale Americii ce deservește zona Sikeston⁠(d). Aeroportul a fost tranzitat în 2019 de 16 pasageri. A fost numit după zona deservită.
Situat la o altitudine de 96 m, aeroportul dispune de 1 pistă.

## Infrastructură

### Piste
Aeroportul dispune de o singură pistă. Pista 02/20 are suprafața de asfalt și dimensiunile 5.502 picioare × 100 picioare. 